# Kaohsiung (xiàn)
Kaohsiung is een arrondissement (Xiàn) in Taiwan.
Kaohsiung telde in 2010 bij de volkstelling 1.243.410 inwoners op een oppervlakte van 2793 km².